# シン・ヘソン (女優)
シン・ヘソン（朝: 신혜선、1989年8月31日 - ）は、YNKエンターテインメント所属の韓国ソウル出身の女優。

## 略歴
世宗大学映画芸術学科卒業。
2012年、TVドラマ『ゆれながら咲く花（学校2013）』でデビュー。
2015年頃から、TVドラマ『ああ、私の幽霊さま』や『彼女はキレイだった』などで主要な登場人物を演じるようになる。この２つのロマンチックコメディー作品でまったく異なるキャラクターを演じ分け、特に『彼女はキレイだった』ではMBC演技大賞のミニシリーズ新人女優賞にノミネートされるなど、女優として徐々に頭角を現し始めた。
2016年、出世作となったTVドラマ『ドキドキ再婚ロマンス～子どもが5人!?』において、主人公の妹で小学校教師のヨンテを演じた。受賞こそ逃したが、この役でKBS演技大賞の助演女優賞、最優秀新人賞、ベストカップル（ソンフンと）など複数の賞にノミネートされ、一躍注目されるようになった。同年には、TVドラマ『青い海の伝説』や映画『華麗なるリベンジ』などにも出演し、活躍の舞台を広げている。
2017年、父親の冤罪を晴らそうと奔走する新米検事ヨン・ウンスを好演したTVドラマ『秘密の森〜深い闇の向こうに〜』で第1回 ザ・ソウルアワードの新人女優賞にノミネートされると、TVドラマ『黄金の私の人生』で初めて主役に抜擢され、2017年KBS演技大賞の長編ドラマ優秀演技賞を受賞した。特に『黄金の私の人生』が45%を超える視聴率を記録したことで、主演女優としての評価を確固たるものとした。
2018年、TVドラマ『30だけど17です』と『死の賛美』に出演。『30だけど17です』でSBS演技大賞「最優秀演技賞（月火ドラマ部）」を受賞した。

## 人物
- 両親と姉の四人家族。
- 建国大学師範大学付属中学及びソウル国楽芸術高等学校音楽演劇科卒業。
- 演じた役の親しみ易さなどから韓国では「国民の娘」と呼ばれている[5]。
- 見方によってブスにも美人にも見える自分の顔が好きだとインタビューで語っている[6]。
- 『死の賛美』で共演したイ・ジョンソクとは高校の同級生である[7]。

## 出演作品

### 映画
| 年   | 題名                                    | 役名             | 備考     |
| ---- | --------------------------------------- | ---------------- | -------- |
| 2014 | リターンマッチ                          | ジュヨン         | 短編映画 |
| 2014 | 人生は塞翁が馬                          | ソラ             | 短編映画 |
| 2016 | 華麗なるリベンジ                        | 選挙支部経理     |          |
| 2017 | エンドレス/繰り返される悪夢             | ミギョン         |          |
| 2020 | 潔白                                    | アン・ジョンイン | 主演     |
| 2020 | コレクターズ ソウルに眠る宝刀を盗み出せ | ユン・セヒ       | [ 8 ]    |
| 2023 | ターゲット─出品者は殺人鬼─              | スヒョン         | 主演     |
| 2023 | 勇敢な市民                              | ソ・シミン       | 主演     |
| 2024 | #彼女が死んだ                           | ハン・ソラ       | 主演     |

### テレビドラマ
| 年        | 局   | 題名                                | 役名                     | 備考     |
| --------- | ---- | ----------------------------------- | ------------------------ | -------- |
| 2012-2013 | KBS2 | ゆれながら咲く花（学校2013）        | シン・ヘソン             |          |
| 2014      | SBS  | エンジェルアイズ                    | チャ・ミンス（少女時代） |          |
| 2014      | tvN  | ナイショの恋していいですか!?        | コ・ユンジュ             |          |
| 2014–2015 | VTV  | フォーエバーヤング                  | ハン・ミソ               |          |
| 2015      | tvN  | ああ、私の幽霊さま                  | カン・ウニ               |          |
| 2015      | MBC  | 彼女はキレイだった                  | ハン・ソル               |          |
| 2016      | KBS2 | ドキドキ再婚ロマンス～子どもが5人!? | イ・ヨンテ               |          |
| 2016      | SBS  | 青い海の伝説                        | チャ・シア               |          |
| 2017      | tvN  | 秘密の森〜深い闇の向こうに〜        | ヨン・ウンス             |          |
| 2017-2018 | KBS2 | 黄金の私の人生                      | ソ・ジアン               | 主演     |
| 2018      | SBS  | 30だけど17です                      | ウ・ソリ                 | 主演     |
| 2018      | SBS  | 死の賛美                            | ユン・シムドク           | 主演     |
| 2019      | KBS2 | ただひとつの愛                      | イ・ヨンソ/チェ·ソルヒ   | 主演     |
| 2020      | tvN  | 秘密の森〜深い闇の向こうに〜2       | ヨン・ウンス             | 特別出演 |
| 2020-2021 | tvN  | 哲仁王后〜俺がクイーン!?            | キム・ソヨン             | 主演     |
| 2023      | tvN  | 生まれ変わってもよろしく            | パン・ジウム             | 主演     |
| 2023-2024 | JTBC | サムダルリへようこそ                | チョ・サムダル           | 主演     |
| 2024      | ENA  | 私のヘリへ～惹かれゆく愛の扉～      | ジュ・ウノ               | 主演     |

### ミュージックビデオ
| 年   | 曲名                              | アーティスト                   | ビデオリンク |
| ---- | --------------------------------- | ------------------------------ | ------------ |
| 2013 | Curious                           | What Women Want feat. Jung-yup | MV           |
| 2018 | Night When I Call You (Feel Like) | Naul                           | MV           |
| 2018 | Snowfall                          | g.o.d                          | MV           |

## 受賞歴
| 年                          | 賞                                 | 部門                                       | 出演作品                                                     | 結果       | 備考   |
| --------------------------- | ---------------------------------- | ------------------------------------------ | ------------------------------------------------------------ | ---------- | ------ |
| 2015                        | 第34回 MBC演技大賞                 | ミニシリーズ新人女優賞                     | 『彼女はキレイだった』                                       | ノミネート |        |
| 2016                        | 第2回 Scene Stealer Festival       | 新人賞                                     | 『ドキドキ再婚ロマンス～子どもが5人!?』 『華麗なるリベンジ』 | 受賞       | [ 12 ] |
| 2016                        | 第30回 KBS演技大賞                 | 助演女優賞                                 | 『ドキドキ再婚ロマンス～子どもが5人!?』                      | ノミネート |        |
| 2016                        | 第30回 KBS演技大賞                 | 新人女優賞                                 | 『ドキドキ再婚ロマンス～子どもが5人!?』                      | ノミネート |        |
| 2016                        | 第30回 KBS演技大賞                 | ベストカップル（ソンフンと）               | 『ドキドキ再婚ロマンス～子どもが5人!?』                      | ノミネート |        |
| 2016                        | 第24回 SBS演技大賞                 | 最優秀演技女優賞（ファンタジードラマ部門） | 『青い海の伝説』                                             | ノミネート |        |
| 2017                        | 第1回 ザ・ソウルアワード           | 新人女優賞（ドラマ部門）                   | 『秘密の森〜深い闇の向こうに〜』                             | ノミネート |        |
| 2017                        | 第31回 KBS演技大賞                 | 最優秀演技女優賞                           | 『黄金の私の人生』                                           | ノミネート | [ 13 ] |
| 2017                        | 第31回 KBS演技大賞                 | 優秀演技女優賞（長編ドラマ部門）           | 『黄金の私の人生』                                           | 受賞       | [ 13 ] |
| 2017                        | 第31回 KBS演技大賞                 | ベストカップル（パク・シフと）             | 『黄金の私の人生』                                           | 受賞       | [ 13 ] |
| 2018                        | 第54回百想芸術大賞                 | 最優秀演技賞（ドラマ女優部門）             | 『黄金の私の人生』                                           | ノミネート | [ 14 ] |
| 2018                        | 第11回コリアドラマアワード         | 最優秀演技女優賞                           | 『黄金の私の人生』                                           | ノミネート | [ 15 ] |
| 2018                        | 第6回アジア太平洋スターアワード    | 最優秀演技女優賞（長編ドラマ部門）         | 『黄金の私の人生』                                           | 受賞       | [ 16 ] |
| 2018                        | 第2回 ザ・ソウルアワード           | 主演女優賞                                 | 『黄金の私の人生』、『30だけど17です』                       | ノミネート | [ 17 ] |
| 2018                        | 第25回 SBS演技大賞                 | 最優秀演技賞（月火ドラマ部門）             | 『30だけど17です』                                           | 受賞       | [ 18 ] |
| 2018                        | 第25回 SBS演技大賞                 | ベストカップル（ヤン・セジョンと）         | 『30だけど17です』                                           | ノミネート |        |
| 2019                        |                                    |                                            |                                                              |            |        |
| 第14回 ソウルドラマアワード | 主演女優賞                         | 『死の賛美』                               | ノミネート                                                   | [ 19 ]     |        |
| 第33回 KBS演技大賞          | 最優秀演技女優賞                   | 『ただひとつの愛』                         | 受賞                                                         |            |        |
| 第33回 KBS演技大賞          | ベストカップル（エルと）           | 『ただひとつの愛』                         | 受賞                                                         |            |        |
| 第33回 KBS演技大賞          | ネチズン賞（女性部門）             | 『ただひとつの愛』                         | ノミネート                                                   |            |        |
| 第33回 KBS演技大賞          | 優秀演技女優賞（ミニシリーズ部門） | 『ただひとつの愛』                         | ノミネート                                                   |            |        |
| 2021                        | 第41回青龍映画賞                   | 新人女優賞                                 | 『潔白』                                                     | ノミネート |        |
| 2021                        | 第57回百想芸術大賞                 | 女性最優秀演技賞（TV部門）                 | 『哲仁王后〜俺がクイーン!?』                                 | ノミネート |        |
| 2021                        | 第57回百想芸術大賞                 | 女性新人演技賞（映画部門）                 | 『潔白』                                                     | ノミネート |        |